# Galew (powiat turecki)
Galew – wieś w Polsce położona w województwie wielkopolskim, w powiecie tureckim, w gminie Brudzew.
W dokumantach pisanych i dawnych mapach spotyka się również nazwę Galewo. Etymologia jej powstania jest nieokreślona.

## Położenie miejscowości
Galew położony jest na Wysoczyźnie Tureckiej, na wzniesieniu, zwanym Górką Galewską lub Galewskim Wzgórzem Przemienienia.
Miejscowość graniczy z czterema miejscowościami: Bratuszynem, Kalinową, Dzierżązną i Wincentowem.
Wieś położona jest 4,5 km na południowy wschód od Brudzewa, przy drodze wojewódzkiej nr 470, około 10 kilometrów od Turku.
W okolicach wsi znajdują się złoża piasków, a także żwirownia.

## Historia
Pierwsza pisana wzmianka o wsi Galew pochodzi z 1487 roku. W późniejszych latach obok nazwy Galewo wymieniano również najczęściej nazwę Wincentowo, których właścicielem swego czasu był Wincenty Dominik Przechadzki. To właśnie dzięki staraniom rodziny Przechadzkich w Galewie powstał kościół oraz założono parafię. Potomkowie Przechadzkich, Sieroszewscy, kilka lat po II wojnie światowej wyjechali do Warszawy.
W 1920 roku została założona Ochotnicza Straż Pożarna. Także tego roku sięga historia miejscowej szkoły podstawowej. Na początku lat 60. wieś została zelektryfikowana, zaś w latach 70. zainstalowane zostały wodociągi z hydrofornią.
Od 1867 w gminie Brudzew w powiecie kolskim, od 1919 w województwie łódzkim. 1 września 1933 wraz z Hutą Józefów utworzył gromadę (sołectwo) o nazwie Galewo-Huta Józefów w gminie Brudzew. Od 1 kwietnia 1938 w  województwie poznańskim. 1 kwietnia 1939 wszedł w skład powiatu tureckiego.
Po wojnie zachował przynależność administracyjną. W związku z reformą administracyjną kraju jesienią 1954 wszedł w skład nowo utworzonej gromady Galew (której był siedzibą) w powiecie tureckim w województwie poznańskim, a po jej zniesieniu 1 stycznia 1960 włączony do gromady Brudzew w tymże powiecie.
1 stycznia 1973 w gminie Brudzew. W latach 1975–1998 miejscowość administracyjnie należała do województwa konińskiego.

## Kościół
Miejscowy kościół pw. Przemienienia Pańskiego i świętego Walentego zbudowany został w 1845 roku. Ze starszych zabytków zachowały się dwa krucyfiksy, kielich oraz cynowe lichtarze i krzyż w ołtarzu, wykonane w stylu barokowym. Na ścianie szczytowej widnieją dwie tablice pamiątkowe, mówiące o Rafale Kalinowskim oraz bracie Albercie Chmielowskim. We wnętrzu, przy wejściu na chór, mieszczą się dwie tablice rodziny Przychodzkich i Petrykowskich z połowy XIX wieku.

### Historia świątyni
Na miejscu, w którym dziś znajduje się kościół, stała kapliczka z napisem "Tu na tym miejscu spoczywają prochy powstańców z r. 1830". Była to więc mogiła powstańców listopadowych. W 1837 r. w Turku i okolicach szalała epidemia cholery. Rodziny chorych i zmarłych chodziły w procesjach, prosząc o uzdrowienie chorych. 6 VIII tego roku przybyli z procesją do mogiły powstańców w Galewie. Pół kilometra szli na kolanach (od krzyża znajdującego się u podnóża galewskiego wzniesienia). Przy kapliczce padli na twarze i modlili się o cud i Miłosierdzie Boże słowami pieśni "Święty Boże, Święty, Mocny, Święty a Nieśmiertelny, zmiłuj się nad nami!...". Liczyli, że Bóg wysłucha ich próśb. Tak też się stało. Gdy wracali do domów, uzdrowieni chorzy wyszli im z wdzięcznością na spotkanie. Na tym cudownym miejscu ówczesny dziedzic Galewa, Wincenty Dominik Przechadzki wraz z żoną Marią w 1845 r. ufundowali kapliczkę, przy której utrzymywali kapelana. W opisie kościoła z roku 1851. Marceli Hawetkiewicz podaje, że "dzwonnica zbudowana była z drewna, na dwóch drewnianych krokwiach, pokryta małym dachem. Ile było dzwonów, w opisie nie podano Po zniszczeniu tej dzwonnicy wybudowano nową, również drewnianą"(cytat z książki ks. Stanisława Cyla pt. Galewskie Wzgórze Przemienienia). W 1852 r. przybyła do Galewa pierwsza dziękczynna pielgrzymka z Turku. Zwyczaj dziękczynnej pielgrzymki jest kultywowany do dziś. W latach 80. XIX w. kolejny właściciel, też Wincenty Przechadzki, powiększył istniejącą kapliczkę i dobudował wieżę. W międzyczasie zamontowano tu też organy. Dzięki temu była dobrze przygotowana do duszpasterstwa. Przez jakiś czas kapelanami Galewskimi byli bernardyni z klasztoru w Kole. Kasata klasztorów w Królestwie Polskim położyła temu kres. W 1887 r. dziekan kolski, gdyż do tego dziekanatu należał wtedy Galew, odbył tu wizytację. Stwierdzono wtedy, że znajdowało się w nim kilka ołtarzy, a na Przemienienie Pańskie i na Emaus odbywały się tu odpusty. Nie stwierdzono natomiast, pod jakim wezwaniem jest kościół. Skromne naczynia liturgiczne były przechowywane we dworze. Nabożeństwa sprawowano rzadko, tylko wtedy, gdy udało się uprosić jakiegoś kapłana o sprawowanie liturgii. W 1895 r. dziekan kolski stwierdził, że lepiej byłoby, gdyby kościół przeszedł pod zarząd proboszcza z powodu wielu zaniedbań. 18 XII 1896 r. fundatorzy zawarli z proboszczem parafii Brudzew, do której należał wtedy Galew, Felicjanem Stasiakowskim. Proboszcz, w myśl tej umowy, miał od dnia 1 I 1897 r. odprawiać tu raz w tygodniu, w dniu przez siebie obranym, mszę, siedem razy w roku, w dniach wybranych przez dziedzica, odprawiać mszę za zmarłych z rodziny Przechadzkich i w każdą niedzielę głosić wspominki za Przechadzkich. Dziedzic ze swojej strony zobowiązywał się do wypłacania rocznej pensji proboszczowi, którą miał on otrzymywać 15 I i 15 VII (był na to przeznaczony specjalny fundusz w banku państwowym), proboszcz miał także otrzymać w użytkowanie 5 morgów ziemi (ok. 2,8 ha). Poza tym fundatorzy zobowiązali się także do utrzymania własnym kosztem organisty. Biskup włocławski w 1910 r. przybył do Galewa (podczas wizytowania parafii brudzewskiej, do której należał Galew). Zastał kościół zadbany staraniem kolatorów. Przez cały ten czas kościół służył jako grobowiec dla fundatorów i ich potomków. Dziś leży tam 19 osób. O istnieniu grobów świadczą tablice na zewnątrz i wewnątrz kościoła. Kilka z nich znajduje się obok konfesjonału pod chórem. Do tablic na zewnątrz należy zaliczyć tablicę zbiorową umieszczoną w szczycie kościoła pod balkonem, na którym celebruje się Mszę św. w odpust galewski 6 VIII. Dzwonnicę, która stoi do dziś na cmentarzu przykościelnym wybudowano w 1966 r. z polecenia bpa Jan Zręby. Zawieszone są dwa dzwony, które noszą imiona "Maryja" i "Józef". Pierwszy z nich sprowadzony został 4 XII 1954 r. Rok później sprowadzono "Józefa". 6 VIII 1955 r. konsekrował je biskup Antoni Pawłowski. Autorem dzwonów jest Zenon Kruszewski.

## Parafia
Na początku istnienia kościoła pracowali w nim księża kapelani utrzymywani przez Przechadzkich. Pierwszym, którego znamy ze źródeł był ks. Bartłomiej Pryliński (1848 r.). W tym też roku Konsystorz Generalny Kaliski zgodził się na odprawianie mszy świętych w niektóre uroczystości kościelne w Galewie. 22 XII 1848 r. przydzielił do Galewa nowego kapelana, ks. Stefana Bartoszko. W 1851 r., z powodu braku księży diecezjalnych, do Galewa przydzielono gwardiana z klasztoru OO. Bernardynów ze Złoczewa, O. Marcelina Hawetkiewicza. To dzięki niemu wiemy, co w tym czasie znajdowało się w kościele. Sporządził on bowiem spis inwentarza kościelnego, który przetrwał do dziś. W trzy lata później przydzielono ponownie kapłana diecezjalnego, ks. Andrzeja Jabłońskiego. Po jego śmierci w 1961 wdowa po Wincentym Przechadzkim powierzyła kościół opiece ks. Antoniemu Laudowiczowi, proboszczowi brudzewskiemu. Ostatnim kapelanem w Galewie był ks. Antoni Orchowski. Po nim do Galewa sporadycznie tylko zaglądał proboszcz brudzewski. Dopiero, gdy w 1882 r. właściciel majątku prosił o utworzenie tu parafii, biskup przydzielił stałego kapłana.
Po rozparcelowaniu majątku Przechadzkich gwałtownie wzrosła liczba ludności, co przyczyniło się do powstania parafii w Galewie. Poza tym, parafia brudzewska, do której należał Galew, była bardzo duża. Pierwsze plany utworzenia parafii w Galewie powstały w czasach zaborów (Galew znajdował się w zaborze rosyjskim). Niestety, skutecznie uniemożliwiali to zaborcy i niechętni oddzielenia Galewa od parafii brudzewskiej proboszczowie tejże parafii. Po raz pierwszy w 18 VIII 1882 r. prosił biskupa Wincentego Teofila Popiela o kapłana na stałe przydzielonego do Galewa i erygowanie tudzież parafii. Biskup zgodził się na kapłana, ale nie utworzył nowej parafii. Kapłan przybył tu z klasztoru z Koła, dostał nawet własne stałe miejsce zamieszkania. W 1913 r. także mieszkańcy dziewięciu wiosek parafii Brudzew chcieli utworzenia parafii w Galewie. Pięć lat później Alojzy Przechadzki po raz kolejny pojechał do biskupa, tym razem gwarantując dużą sumę pieniędzy mającą zapewnić przyszłość parafii. Niestety, w drodze powrotnej zmarł na hiszpankę. Został po nim jednak testament, który mógł zagwarantować istnienie parafii. Została ona utworzona w dwa lata później. Bezpośrednio przyczynił się do tego zapis Marii Przechadzkiej. Chciała ona, by kaplica w Galewie stała się pożyteczna dla wiernych. 23 I 1920 r. aktem notarialnym przekazała dla przyszłej parafii Galew dwór, zabudowania gospodarskie i 6 mórg ziemi. Po pewnym czasie dopisała duży obszar lasu i 17 000 marek na organy. Parafia została erygowana 7 II 1920 r. przez biskupa włocławskiego Stanisława Kazimierza Ździtowieckiego. W Poniedziałek Wielkanocny tego roku odbyła się instalacja proboszcza, ks. Feliksa Kąkolewskiego. Przewodniczył temu dziekan Ignacy Kasprzykowski. Podczas uroczystości do kościoła wniesiono Najświętszy Sakrament. W skład utworzonej wówczas parafii wchodziły następujące miejscowości: Galew, Bogdałów, Bratuszyn, Chrząblice, Czarna Niwa, Dzierżązna, Józefów, Kalinowa, Kolonia Bratuszyn, Kolonia Bogdałów, Marulewek, Wincentów i Wola. Po upływie pół roku mieszkańcy Izabelina prosili biskupa o przyłączenie ich wsi do nowo powstałej parafii. Po upływie kilku miesięcy, w listopadzie, mieszkańcy Chrząblic, Bogdałowa, Kolonii Bogdałów i Woli prosili, by przywrócono ich do parafii Brudzew. Biskup nie zgodził się jednak na to. 17 II następnego roku Kolonia Bogdałów jednogłośnie oświadczyła, że chce powrócić do parafii Brudzew. Tym razem biskup wyraził zgodę. 2 IV 1921 r. proboszcz galewski zwrócił się z prośbą do biskupa o zmianę tytułu kościoła na Przemienienie Pańskie. Dzięki zgodzie biskupa od 20 IV 1921 r. parafia nosi nowe miano.

### Odpust Przemienienia Pańskiego
W Galewie odbywa się co roku odpust Przemienienia Pańskiego w dniu 6 sierpnia. Jest to nie tylko święto parafii, ale także całej okolicy. Początki tej uroczystości sięgają 1837 r. Wtedy to w Turku panowała jedna z licznych w tym czasie epidemii cholery. Zdrowi, głównie rodziny chorych i zmarłych, chodzili wtedy w licznych procesjach błagalnych do przydrożnych kapliczek i krzyży. 6 VIII tego roku przybyli także tutaj, gdzie znajdował się grób powstańców listopadowych (1830 r.). Od krzyża, znajdującego się u podnóża Galewskiej Górki szli na kolanach (jest to ok. 1km), śpiewając błagalne pieśni. Kiedy dotarli do kapliczki, zaintonowali suplikację "Święty Boże..." i padli na twarze. Wracając do domu stwierdzili, że stał się cud. Chorzy, którzy ozdrowieli, wyszli im na spotkanie. Wtedy powiedzieli, że jak długo będzie Galew, tak długo będą tu przychodzić, nawet gdyby nie istniał tu kościół, nie było księdza, to wezmą swojego kapłana, stół i przyjdą, bo to Przemienienie. Pierwsza dziękczynna pielgrzymka przyszła tu w 1852 r. odtąd zwyczaj ten utrwalił się. Mimo że istniał tu kościół pw. św. Jana Nepomucena, to nie rozwinął się tu kult tego świętego. Także kult innego patrona kościoła nie był tu tak powszechny. Największym świętem miejscowej ludności pozostaje Przemienienie Pańskie. Mimo że kiedyś znano liczne zwyczaje związane z dniem patrona chorych i zakochanych, dziś one już nie mają większego znaczenia. Wiele z nich zostało przeniesionych na dzień 6 VIII. Niektóre z nich to:
Trzeba zabierać dzieci na odpust, aby nie chorowały,
Nie szyć, nie prać (szczególnie ubrań dziecięcych), 
Nie pracować.
Ludowa religijność znajdowała liczne potwierdzenia tych przesądów. Jeden z nich mówi, że kiedy jeden z chłopów żniwował w odpust, spadł z wozu. Władza PRL starała się wszystkimi sposobami wykorzenić miejscowy zwyczaj pielgrzymowania. W PGR-rze zmuszano do pracy w tym dniu. Kiedy w latach 60., w tym dniu pracowano przy zbożu, uderzył piorun i wszystko spłonęło. Odtąd dzień ten był wolny od pracy, później należało go odpracować. Komuniści starali się skończyć z odpustem galewskim nawet drastycznymi sposobami. W 1963 r. pani Wiśniewska z Turku po raz pierwszy uczestniczyła w pielgrzymce. Miejscowy stolarz wykonał składany krzyż, który niesiono od miejsca, od którego procesja błagalna szła na kolanach. W drodze powrotnej krzyż niosła, mimo ostrzeżeń, pani Wiśniewska. Została ona wezwana na kolegium za "zwołanie zgromadzenia bez zezwolenia". Orzeczono karę, która była wielokrotnością jej pensji. Wkrótce straciła pracę. Ponieważ nie zapłaciła grzywny, wkrótce dostała wezwanie do odbycia kary 90 dni aresztu w więzieniu w Kaliszu. Turkowianie złożyli się i zapłacili grzywnę. Innym przykładem walki z odpustem jest zamawianie kursów u wszystkich taksówkarzy w mieście. Kierowcy stali, według instrukcji urzędników, na postoju, ale dzięki temu, jak sądzili komuniści, mniej ludzi dotrze do Galewa. Było to marnotrawienie pieniędzy szarych obywateli, którzy przecież faktycznie płacili za postój samochodów. Nie przynosiło to większych skutków, gdyż turkowianie i tak docierali na odpust, idąc pieszo lub jadąc furmankami.
Dziś odpust to nie tylko wydarzenie religijne, ale także swego rodzaju festyn. Po mszy wielu wiernych udaje się do przykościelnego lasu, gdzie ustawione "tasze" (stoiska z zabawkami, lodami, słodyczami) oraz najróżniejsze karuzele zajmują go prawie w całości. Dawniej było inaczej. Jeszcze w latach 70. i 80. XX w. większość lasu zajęta była przez wozy i furmanki, "parkujące" tam podczas mszy. Nie znaczy to, że nie było atrakcji dla dzieci i młodzieży. Co roku przyjeżdżała "beczka śmierci", strzelnica i stoiska z zabawkami, które nie były jednak tak liczne, jak dziś. Od jakiegoś czasu na odpust w Galewie przybywają pielgrzymi nie tylko z Turku, ale także z Władysławowa i Russocic, a także piesza pielgrzymka z Gdańska idąca na Jasną Górę. Jej przebieg jest tak zaplanowany, by właśnie 6 sierpnia przybyć do Galewa. Odprawiana jest nawet dla nich w tym dniu oddzielna Msza św. Przybywają tu także ludzie nie zorganizowani w procesje, pojedynczo lub rodzinami, na własny koszt, z okolic Galewa, szczególnie z sąsiednich parafii.

## Szkoła podstawowa
W Galewie działa szkoła podstawowa. Została założona w 1920 r. przez miejscowego proboszcza, ks. Feliksa Kąkolewskiego. Chciał on, by wierni z parafii potrafili czytać w języku polskim. Do tej pory, w czasach zaborów, jeżeli już ktoś umiał czytać, to po niemiecku lub rosyjsku. Nauka odbywała się na książeczce do nabożeństwa. Nauczycielem czytania był Władysław Mistrzak. W dwa lata później założono w Galewie szkołę publiczną. Był w niej tylko jeden nauczyciel – pan Rzeźnik. Szkoła ta utrzymała się do roku 1939, czyli do rozpoczęcia II wojny światowej. Po wojnie przez dwa lata nauczaniem zajmowali się pan Rzeźnik z żoną. Szkoła mieściła się w ich domu. Kiedy organizacją szkolnictwa w powiecie zajął się inspektor Józef Kubiak, w Galewie zajęła się tym pani Ewa Walewska. Została ona nauczycielką, po niej przyszedł pan Józef Pecynko. Pracował on tu do roku 1951. Przez pewien czas szkoła mieściła się w dawnym domu państwa Rzeźników (dziś w tym miejscu stoi dom państwa Wojtaszaków). Później, gdy budynek ten spłonął, szkoła została przeniesiona do prywatnych mieszkań. Klasy były rozrzucone po kilku domach, nie tylko w Galewie, ale też np. w Dzierżąznej. W roku szkolnym 1948/49 zmieniono stopień organizacyjny z czterech do pięciu klas. W tym czasie przydzielono tu też kierownika – Zygmunta Szramę, który był także nauczycielem. Rozpoczął on starania o zapewnienie szkole nowego budynku. Powiększono w tym czasie budynek pana Michała Adamka i wyremontowano budynek pana Jana Smury. W roku szkolnym 1951/52 szkoła zmieniła poziom na szkołę siedmioklasową. Nowym kierownikiem został pan Kazimierz Wodziński. Nauczyciele z tego okresu to pani Eugenia Krakowska, Barbara Fic i Jerzy Nowak. W szkole naukę pobierało 125 dzieci. W kolejnym roku szkolnym znowu nastąpiły zmiany. Kierownikiem został pan Jerzy Ziarkowski. Do grona nauczycieli dołączył też pan Sergiusz Rybnikow. W kolejnym roku znów zmieniono kierownika, tym razem na pana Jerzego Nowaka. Nauczycielami byli: pani Barbara Fic, Barbara Marciniak i Sergiusz Rybnikow. Szkoła ta mieściła się w kilku budynkach rozrzuconych po okolicznych wioskach (w promieniu ok. 2,5 km). Od 7 II 1957 r. uczniowie znów mogli się uczyć religii. Nauczycielem tego przedmiotu został ks. proboszcz Szczepan Ostajewski. Niestety, trzy lata później prokuratura w Turku na zebraniu Komitetu Rodzicielskiego zaproponowała usunięcie religii ze szkoły, Komitet nie zgodził się na to. Na następnym zebraniu pojawiła się propozycja przeniesienia religii do przykościelnej sali katechetycznej. Zgoda została wyrażona dzięki represjom ze strony władz. Zdarzyło się to 10 października 1960 r. mniej więcej w tym czasie prowadzono wieczorową szkołę dla tych, którzy w czasie wojny powinni, ale nie mieli jak chodzić do szkoły. Umożliwiono im tym samym ukończenie siódmej klasy. Nowy kierownik, pan Nowak, starał się zdobyć dla szkoły nowy budynek. Udało mu się uzyskać od mieszkańców Galewa 1 morgę, a od Wincentowa 2 morgi ziemi. Dzięki niemu szkołę wpisano także do planu budowy szkół w powiecie (na rok 1958). Rok później szkoła była wybudowana i rozpoczęła się w niej nauka. W roku szkolnym 1966/67 szkoła zyskała miano ośmioklasowej. Poza tym kierownik Nowak, w dniu 16 stycznia 1969 r. zorganizował Spółdzielnię Uczniowską "Pszczółka". Zajęła się ona sprzedażą wśród uczniów przyborów szkolnych i słodyczy. W rok później szkołę wyremontowano i zamontowano centralne ogrzewanie. Dobudowano także trzy sale lekcyjne. Remont prowadziła Spółdzielnia Budowlana w Turku. Po raz pierwszy instalacji CO użyto 2 października 1971 r. Wcześniej woźna (pani Cybulska, a po niej pani Cieślak) paliła w piecach kaflowych, które umieszczone były w każdej klasie. 3 X 1975 r. zmarł dotychczasowy dyrektor, pan Jerzy Nowak. Do końca roku szkolnego funkcję dyrektora pełniła jego żona, Barbara Nowak. W roku szkolnym 1976/77 dyrektorem została pani Wanda Kuśmirek. Kiedy ta zmieniła miejsce zamieszkania, w roku szkolnym 1980/81, dyrektorem została pani Barbara Krasowska. Wtedy też szkoła otrzymała swój własny hymn. Autorką melodii do słów była Wanda Cieplak. Słowa pieśni brzmiały następująco:
```
            Pamięć historii żyje w nas,
            Myśmy wiernymi synami
            Tych co polegli, by wstał kraj.
            Im dzisiaj przyrzekamy.
            Ref. Dla Polski Ludowej
                        Tę pieśń niesie wiatr,
                        Czy czujesz radosny powiew
                        Naszych pięknych lat.
            Spójrz dzień dzisiejszy wokół nas
            Ci, którzy walkę wygrali
            Szczęścia dla wszystkich wznoszą gmach
            Im dzisiaj przyrzekamy.
```

Po zmianie ustroju słowa "Dla Polski Ludowej" zmieniono na "Dla naszej Ojczyzny". Od początku roku szkolnego 1984/85 dzieci z okolicznych miejscowości dowożone są szkolnym autobusem, o który postarała się pani dyrektor Barbara Krasowska. Autobus szkolny prowadził pan Jacek Jerzy. W tym czasie zaczęto przygotowywać teren pod boisko szkolne. Po przemianach ustrojowych do szkoły mogła powrócić religia. Stało się to w roku szkolnym 1990/91. Pierwszą katechetką została pani Katarzyna Sulej. Po jej tragicznej śmierci w maju 1994 r. zastąpiła ją pani Urszula Frącala, która pełni tę funkcję do dziś. Od roku szkolnego 1991/92 dyrektorem została pani Lucyna Filas, która zastąpiła na tym stanowisku Barbarę Krasowską (odeszła ona na emeryturę). To dzięki niej szkoła zaczęła się lepiej rozwijać. 25 IX 1997 roku nastąpiło uroczyste otwarcie nowej części szkoły, która zawierała sanitariaty, 2 izby lekcyjne oraz salę dla przedszkola, które do tej pory mieściło się w budynku na zewnątrz szkoły. Salę już istniejącą w obrębie szkoły przebudowano tak, by mogła ona służyć przedszkolakom. Jednak to jeszcze nie koniec. Dzięki niej rok później uruchomiono pracownię komputerową, a w 1999 r. pracownię gospodarstwa domowego (dzięki środkom z ARiMR). Jej wielką zasługą było także rozpoczęcie, ze środków gminy, budowy sali gimnastycznej. Prace ukończono w 2000 r. W obrębie nowej części szkoły, oprócz sali z widownią, powstały także dwie sale lekcyjne, pomieszczenie dla biblioteki, a na dole także pracownia gospodarstwa domowego, którą po pewnym czasie przekształcono w kuchnię, a w sali obok zorganizowano stołówkę. Otwarcie nastąpiło 19 II 2000 r. Podczas choroby pani dyrektor jej obowiązki pełnił pan Jan Szafrański. Po jej odejściu na emeryturę został on wyłoniony w drodze konkursu na nowego dyrektora. Podczas jego urzędowania przeniesiono pracownią komputerową i zainstalowano system alarmowy. Było to spowodowane kradzieżą komputerów. Dzięki niemu w 2002 r. wzniesiono nowe ogrodzenie, szkołę wyposażono w nowe komputery, zainstalowano centralę telefoniczną oraz zakupiono materiały dydaktyczne. Poza tym rok później ocieplono starą część szkoły, wymieniono okna i teren obok boiska obsadzono drzewkami. W roku szkolnym 2005/06 utworzono nową, kolejną pracownię komputerową wyposażoną w nowoczesne komputery. Obecnie w szkole uczą się dzieci z okolicznych miejscowości (także gminy Turek): Galewa, Bogdałowa, Bratuszyna, Dzierżąznej, Kalinowej, Szadowa Księżego i Wincentowa. Obecnie w szkole uczy 14 nauczycieli. W szkole działają kółka zainteresowań, organizowane są różne uroczystości i wycieczki.

## Ochotnicza Straż Pożarna
W miejscowości funkcjonuje, założona w 1920 roku, jednostka Ochotniczej Straży Pożarnej.